# Форт (річка)
Форт (англ. Forth, шотл. гел. Uisge For або Abhainn Dubh — "чорна річка", також 	Abhainn Foirthe ) — річка у Шотландії. Бере початок від озера Лох-Ард, розташованого біля східньої межі шотландського високогір'я — Хайлендс, тече у східному напрямку й впадає у затоку Ферт-оф-Форт Північного моря. Довжина річки 47 км.  

## Зовнішні посилання
- "River Forth"  [Архівовано 4 червня 2012 у Wayback Machine.] — документальний фільм 1956 року виробництва Campbell Harper Films Ltd., режисер Г. Купер (Henry Cooper).
- Powerhouse for Industry  [Архівовано 19 травня 2013 у Wayback Machine.] — документальний фільм 1968 року виробництва Campbell Harper Films Ltd., режисер Г. Купер (Henry Cooper).